# Șeica Mică, Sibiu
Șeica Mică (în germană Kleinschelken) este satul de reședință al comunei cu același nume din județul Sibiu, Transilvania, România.

## Istoric
Satul, aflat la o distanță de 48 km nord de Sibiu și 23 km vest de Mediaș, are o istorie bogat documentată și destul de lungă. Prima așezare datează din epoca bronzului, dar ea nu are nici o legătură cu așezarea din 1280 a sașilor. Numele pare a fi de origine slavă, de la  sol (cuvântul slav pentru sare), și a fost atestat în 1311 drept Salchelk.

## Biserica Evanghelică-Lutherană

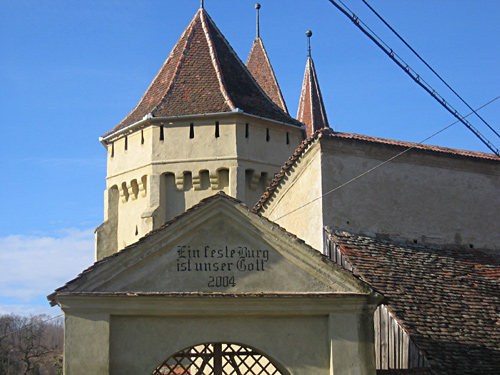
Biserica Evanghelică-Lutherană

Biserica, construită în secolul al XIV-lea și modificată în jurul anului 1500, poartă hramul "Sf. Ecaterina". Este o clădire masivă, bine conservată și apărată de două brâuri de ziduri, care susțin drumuri de strajă solide. În biserică se mai află și o frumoasă cristelniță de bronz sub formă de potir, lucrare din 1477 realizată în atelierul maestrului Leonard din Sibiu.

## Fortificația
Astăzi se mai păstrază din curtina primei incinte doar "Curtea Fântânii" și un mic fragment în partea sud-vestică, astfel încât turnul din nord este complet izolat. Curtina celei de a doua incinte este întreruptă, în vest, de clădirea școlii.

## Monumente

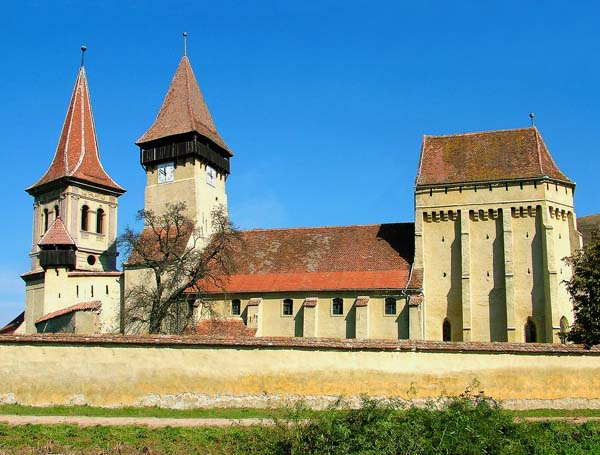
Biserica Evanghelică-Lutherană

- Biserica Evanghelică-Lutherană, din sec. XV .
- Monumentul Eroilor Români din Primul și Al Doilea Război Mondial. Monumentul se află amplasat în incinta Bisericii Ortodoxe și a fost realizat în anul 1977. Monumentul are o înălțime de 2,46 m, este realizat din beton mozaicat, în timp ce împrejmuirea este asigurată de un gard metalic. Pe frontispiciul Monumentului se află un înscris comemorativ: „S-A RIDICAT ACEASTĂ SFÂNTĂ CRUCE ÎNTRU SLAVA EROILOR ROMÂNI DIN ȘEICA MICĂ CĂZUȚI PE CÂMPUL DE LUPTĂ PENTRU APĂRAREA PATRIEI“. Sub acest înscris sunt inscripționate numele a 23 eroi români din Primul Război Mondial, precum și numele a 13 eroi români din Al doilea Război Mondial.
- În parcela soldaților germani din Al Doilea Război Mondial, amplasată în cimitirul evanghelic-lutheran, sunt înhumați 58 militari.

## Galerie imagini

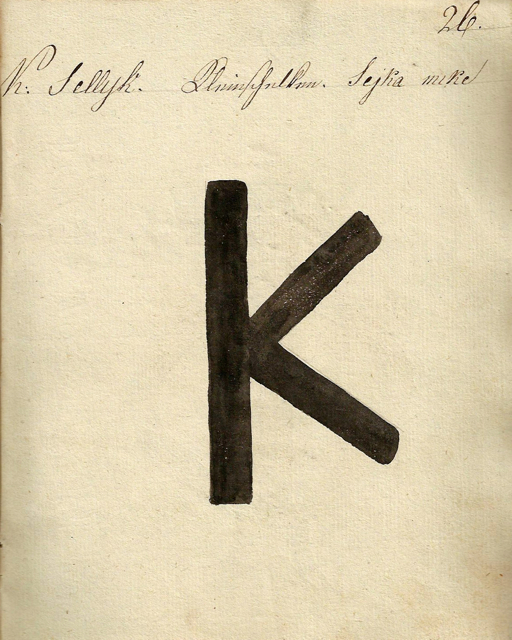
1826 - Danga pentru vitele din Şeica Mică